# 5-фторурацил
5-фторурацил, Фторурацил, Флуороурацил (лат. Fluorouracilum, англ. Fluorouracil, 5-FU) — синтетичний лікарський препарат, який за своєю структорою є аналогом піримідинових основ, та застосовується внутрішньовенно та місцево. 5-фторурацил уперше синтезований у лабораторії компанії «Hoffmann-La Roche» після виявлення фактів, які підтверджували, що деякі фторорганічні сполуки, зокрема фтороцтова кислота, мають здатність пригнічувати ферменти живих організмів. Після проведених досліджень встановлено, що нова сполука має здатність пригнічувати ріст експериментальних пухлин у мишей. Уперше повідомлення про протипухлинні властивості фторурацилу надруковані в 1957 році в журналі «Nature».

## Фармакологічні властивості
5-фторурацил — синтетичний лікарський засіб, який за своєю хімічною структурою є аналогом піримідинових основ нуклеїнових кислот. Механізм дії препарату полягає в інгібуванні ферменту тимідинсинтетази основним активним метаболітом 5-фторурацилу — 5-фтор-дезоксиуридин-монофосфатом, що призводить до блокування синтезу ДНК та інгібування синтезу РНК унаслідок включення метаболіту препарату в структуру нуклеїнових кислот, наслідком чого є припинення мітозу. Оскільки мітотична активність більш виражена у клітин, які швидко ростуть, то 5-фторурацил активніший до клітин кісткового мозку, шкіри та слизових оболонок. 5-фторурацил застосовується як протипухлинний препарат при різних видах раку: раку стравоходу, шлунку, підшлункової залози, первинного та метастатичного раку печінки, колоректальної зони, яєчників, шийки матки, молочної залози, сечового міхура, простати, пухлин голови та шиї, а при раку товстого кишечнику тривалий час він був єдиним хіміотерапевтичним препаратом. Місцево препарат застосовується для лікування раку шкіри та хвороби Боуена, а у вигляді очних крапель застосовується при деяких пухлинах очного яблука. Щоправда, 5-фторурацил має виражену гепатотоксичну дію, а також імуносупресивні властивості. 5-фторурацил особливо активний до ембріональних клітин, тому його застосування при вагітності може призвести як до народження дитини із чисельними вадами розвитку, так і до самовільного переривання вагітності або народження мертвої дитини, у тому числі й при місцевому нашкірному застосуванні препарату, хоча при довготривалих спостереженнях були випадки народження й здорових немовлят.

### Фармакокінетика
5-фторурацил швидко всмоктується після перорального застосування, проте біодоступність препарату при пероральному застосуванні є дуже мінливою, тому препарат застосовується переважно внутрішньовенно. 5-фторурацил швидко розподіляється в організмі після внутрішньовенної ін'єкції, після внутрішньовенного застосування біодоступність препарату становить 100 %. Препарат швидко метаболізується в організмі до свого активного метаболіта 5-фтор-дезоксиуридин-монофосфату, тому його період напіввиведення із плазми крові становить 10—20 хвилин. 5-фторурацил проникає через гематоенцефалічний бар'єр, через плацентарний бар'єр, даних за проникнення препарату в грудне молоко немає. Метаболізується 5-фторурацил у печінці з утворенням спочатку активних, пізніше неактивних метаболітів. Виводиться препарат із організму переважно через дихальні шляхи після перетворення у вуглекислий газ, частково препарат виводиться у незміненому вигляді із сечею. Кінцевий період напіввиведення 5-фторурацилу з організму становить 20 годин, і цей час може збільшуватися при порушеннях функції печінки.

## Покази до застосування
5-фторурацил застосовують для лікування раку стравоходу, шлунку, підшлункової залози, первинного та метастатичного раку печінки, колоректальної зони, яєчників, шийки матки, молочної залози, сечового міхура, простати, пухлин голови та шиї.

## Побічна дія
При застосуванні 5-фторурацилу побічні ефекти спостерігаються досить часто. Серед побічних ефектів препарату найчастішими є:
- Алергічні реакції та з боку шкірних покривів — дерматит, алопеція, гіперпігментація шкіри, кропив'янка, бронхоспазм.
- З боку травної системи — стоматит, езофагіт, нудота, блювання, діарея.
- З боку нервової системи — головний біль, ністагм, атаксія, світлобоязнь, порушення зору, неврит зорового нерва, ейфорія, дезорієнтація, сплутаність свідомості.
- З боку серцево-судинної системи — стенокардія, ішемія міокарду, тромбофлебіт, підвищена кровоточивість.
- З боку сечостатевої системи — азооспермія, аменорея.
- Інфекційні ускладнення — септицемія, зниження опірності до інфекцій.
- Зміни в лабораторних аналізах — анемія, тромбоцитопенія, лейкопенія.
- Інші побічні ефекти — при застосуванні під час вагітності можливі внутрішньоутробна загибель плода, вади розвитку плода, затримка росту плода, ембріональна токсичність.

## Протипокази
5-фторурацил протипоказаний при підвищеній чутливості до препарату; виражених анемії, тромбоцитопенії, лейкопенії; кровотечах або високій імовірності шлунково-кишкової кровотечі; загостренні виразкової хвороби; вагітності та годуванні грудьми.

## Форми випуску
5-фторурацил випускається у вигляді розчину або концентрату для приготування розчину для внутрішньовенних або внутрішньопорошнинних ін'єкцій по 50 мг/мл у флаконах по 5, 10, 20 та 100 мл; а також у вигляді 0,5 %, 1 % або 5 % крему для зовнішнього застосування.